# Неудержимые (фильм, 2010)
«Неудержимые» (англ. The Expendables) — американский боевик, ставший известным ещё до стадии съёмок. Фильм Сильвестра Сталлоне с участием ансамбля самых популярных актёров боевиков в мире 1980-х — 1990-х годов; образ ключевого антагониста воплотил Эрик Робертс. Мировая премьера фильма состоялась 3 августа 2010 года, российская - 11 августа 2010 года.

## Сюжет
Элитная группа наёмников под названием «Неудержимые», базирующаяся в Новом Орлеане, отправляется в Аденский залив, чтобы спасти заложников на судне от сомалийских пиратов. В состав команды входят лидер Барни Росс, специалист по клинкам Ли Кристмас, мастер боевых искусств Инь Ян, военный ветеран Гуннар Йенсен, специалист по оружию Хэйл Цезарь и эксперт по подрыву зданий Толл-Роуд. Наводчик устраивает перестрелку, в результате чего пираты страдают. Затем он пытается повесить пирата, но Ян останавливает его, когда Барни и команда отвергают эту идею. Барни неохотно увольняет его из команды. Позже Кристмас расстроен, узнав, что его девушка Лейси ушла от него ради другого мужчины. Барни и его соперник Тренч Маузер посещают «мистера Черча» с миссией. Тренч передает Барни контракт, который должен свергнуть диктатора генерала Гарзу на Вилене, острове в Мексиканском заливе.
Барни и Кристмас летят в Вилену для тайной разведки и встречаются со своей связной Сандрой, но их обнаруживают. Выясняется, что бывший офицер ЦРУ Джеймс Монро удерживает Гарзу у власти в качестве подставного лица для своих собственных спекулятивных операций, а Сандра оказывается дочерью Гарзы. Барни прерывает операцию, но Сандра отказывается покидать Вилену. Тем временем Ганнер обращается к Монро за помощью, и Гарза ещё больше злится, когда Манро подвергает Сандру водой, чтобы выбить информацию. Тем временем Лейси подверглась физическому насилию со стороны своего нового мужчины, поэтому Кристмас избивает его и его друзей, раскрывая, чем он зарабатывает на жизнь. Барни и группа обнаруживают, что Черч является сотрудником ЦРУ, а настоящей целью является Манро, который стал мошенником и объединил усилия с Гарзой, чтобы сохранить деньги от продажи наркотиков при себе, которые финансируют ЦРУ, но оно не может позволить себе миссию по убийству одного из непосредственно из-за плохой огласки.
Барни знакомится с экспертом по татуировкам и другом Тулом, чтобы выразить свои чувства. Тул признается, что позволил женщине покончить жизнь самоубийством вместо того, чтобы спасти её. Затем Барни хочет вернуться за Сандрой в одиночку, но Ян сопровождает его. Стрелок и наёмники преследуют их по дороге, заканчивающейся заброшенным складом, где Ян и Стрелок сражаются во второй раз. Барни стреляет в Гуннара, когда тот пытается пронзить Яна трубой. Ганнер исправляет ситуацию и даёт план дворца Гарзы. Барни вместе с Яном садится в самолёт и обнаруживает, что остальная часть команды ждёт, и они проникают на территорию Гарзы. Думая, что Монро нанял команду, чтобы убить его, Гарза раскрашивает лица своих солдат, готовя их к бою. Команда закладывает взрывчатку по всему объекту, но Барни, спасая Сандру, попадает в плен к приспешникам Монро. Команда спасает его и убивает британца, но его сковывают люди Гарзы, когда Пейн борется с Барни.
Цезарь сопротивляется, и Пейн убегает. Гарза наконец противостоит Монро, приказывая ему уйти и возвращая ему деньги. Вместо этого, когда Гарза объединяет своих людей против американцев, Монро убивает его и убегает вместе с Пейном и Сандрой. Люди Гарзы открывают огонь по команде, которая пробивается вперёд, взрывая взрывчатку и разрушая комплекс. Толл убивает Пейна, сжигая его заживо, в то время как Барни и Цезарю удаётся уничтожить вертолёт, прежде чем Манро сможет сбежать. Барни и Кристмас догоняют Монро, убивают его и спасают Сандру. Позже Барни вручает Сандре награду за миссию по восстановлению Вилены. Команда вернулась домой и празднует в тату-салоне Tool вместе с выздоравливающим и теперь искупленным Гуннаром. Кристмас и Тул играют в метание ножей, во время которой Кристмас сочиняет насмешливое стихотворение об Туле, а затем бросает яблочко снаружи здания.

## В ролях

### Команда «Неудержимых»
- Сильвестр Сталлоне — Барни Росс, специалист по транспорту и глава отряда наёмников «Неудержимые»
- Джейсон Стейтем — Ли Кристмас, отлично владеющий холодным оружием и боевыми искусствами, лучший друг Барни Росса
- Джет Ли — Инь Ян, мастер боевых искусств
- Дольф Лундгрен — Гуннар Йенсен, химик, мастер-подрывник.
- Терри Крюс — Хейл Цезарь, специалист по тяжёлому вооружению.
- Рэнди Кутюр — Толл Роуд, мастер-борец.
- Микки Рурк — Тул, бывший «Неудержимый», а ныне татуировщик и посредник между «Неудержимыми» и заказчиками

### Люди Гарзы
- Эрик Робертс — Джеймс Монро, бывший агент ЦРУ, а ныне наркобарон. Главный антагонист фильма.
- Дэвид Зайас — генерал Гарза, диктатор на вымышленном острове Вилена в Мексиканском заливе, первоначальная цель «Неудержимых» и отец Сандры
- Стив Остин — Дэн Пэйн, подручный Монро
- Гэри Дэниелс — Британец, подручный Монро

### Остальные герои
- Жизель Итие — Сандра, связной «Неудержимых» на острове Вилена, сражается против своего же отца-тирана
- Каризма Карпентер — Лэйси, подруга Ли
- Брюс Уиллис (камео, в титрах не указан) — мистер «Храм», агент ЦРУ, который дал задание «Неудержимым» убить диктатора на острове Вилена
- Арнольд Шварценеггер (камео, в титрах не указан) — Тренч, «конкурент» и бывший друг Барни Росса

## Создание
Буквальный перевод названия (англ. The Expendables) — «расходуемые предметы снабжения», так на военном сленге называют солдат, что приблизительно эквивалентно устойчивому выражению «пушечное мясо».
Сталлоне решил снять фильм, который собрал бы вместе всех крупнейших звёзд боевиков прошлых лет в одном фильме. Сталлоне не только написал сценарий и сыграл главную роль, но и срежиссировал его. Постановка, как известно, была изнурительной для исполнителя главной роли, и актёр сломал шею во время сцены боя своего героя с Пейном в исполнении Стива Остина. Сам Сильвестр так и не оправился от съёмок, которые заставили его поставить семью выше работы.
Съёмки фильма начались в феврале 2009 года в Коста-Рике и Луизиане. В средствах массовой информации также упоминалось, что в марте несколько недель фильм будут снимать в Бразилии. 7 апреля на съёмки в город Мангаратиба, что в нескольких часах езды от Рио-де-Жанейро, прибыли Сурмалян и Стейтем, а позже к ним присоединился Эрик Робертс.
В апреле съёмки фильма два дня проводились на теплоходе «Игарка» Дальневосточного морского пароходства с портом приписки во Владивостоке.
Автомобиль Ford F-100, на котором ездит герой Сильвестра Сталлоне, был собран на заказ компанией West Coast Customs.

### Кастинг
В фильме задействованы известные спортсмены:
- Рэнди Кутюр — пятикратный чемпион мира по боям без правил по версии UFC в полутяжёлой и тяжёлой весовых категориях;
- Стив Остин — профессиональный реслер, шестикратный чемпион мира по версии WWE;
- Терри Крюз — футболист, полузащитник Национальной футбольной лиги США;
- Гэри Дэниелс — профессиональный кикбоксёр;
- Микки Рурк — профессиональный боксёр;
- Братья-близнецы Антониу Родригу Ногейра — чемпион мира по боям без правил по версии UFC и PRIDE в тяжёлой весовой категории — и Антониу Рожериу Ногейра — двукратный чемпион Бразилии по боксу в супертяжёлой весовой категории и боец смешанных боевых искусств;
- Джет Ли — мастер ушу.

В процессе кастинга неоднократно менялся актёрский состав фильма:
- Жан-Клоду Ван Дамму первоначально предложили роль, которую получил Дольф Лундгрен, но после телефонного разговора с Сильвестром Сталлоне он отказался;
- Уэсли Снайпсу предложили роль Хейла, но ему пришлось отказаться: из-за его налоговых проблем ему не разрешили уехать из США без одобрения суда;
- Курту Расселу предлагали роль в фильме, но он отказался;
- Сандре Буллок предлагали роль Агента Ликсон;
- Роберт Де Ниро, Аль Пачино, Бен Кингсли и Рэй Лиотта рассматривались на роль Монро;
- Скотту Эдкинсу предлагали роль Дэна Пэйна;
- Форест Уитакер не смог сняться в фильме в связи с занятостью[7]. Позднее его персонажа должен был сыграть 50 Cent, но и он был впоследствии заменён актёром и экс-футболистом Терри Крюзом.

Первоначально планировалось, что Арнольд Шварценеггер сыграет самого себя, но потом выяснилось, что он сыграет агента Трэнча, который будет пытаться перехватить задание у главного героя. По заявлению Сталлоне, в фильме обыграно соперничество между двумя актёрами в кинематографе. Также в сцене присутствует Брюс Уиллис, а само действие происходит в церкви. Съёмки этой сцены происходили один день, 24 октября 2009 года, в Голливуде, в пресвитерианской церкви.
В фильме могли сыграть:
- Аарон Агилера — профессиональный рэслер, чемпион мира по версии EWF;
- Стивену Сигалу предлагали роль-камео, но он отказался из-за разногласий с Авэ Лернером;
- Николас Кейдж просил роль у Сталлоне, но тот отказал ему.

## Музыка
Композитором «Неудержимых» был Брайан Тайлер, с которым Сталлоне работал ещё над «Рэмбо IV». Специально для фильма Тайлер написал 20 композиций. Также к звуковому оформлению фильма и трейлеров к нему приложила американская рок-группа Shinedown. Специально для фильма они написали песню под названием Diamond Eyes (Boom-Lay Boom-Lay Boom). В одном из трейлеров играла песня Paradise City группы Guns N' Roses. Песня The Boys Are Back in Town группы Thin Lizzy звучала в нескольких рекламных роликах на ТВ и в титрах фильма. Также в фильме прозвучали композиции группы Creedence Keep On Chooglin и Born on the Bayou.
Официальный саундтрек фильма был выпущен 10 августа.
Слова и музыка всех песен — Брайан Тайлер.
| №   | Название               | Длительность |
| --- | ---------------------- | ------------ |
| 1.  | «The Expendables»      | 3:22         |
| 2.  | «Aerial»               | 2:58         |
| 3.  | «Ravens and Skulls»    | 4:49         |
| 4.  | «Lee and Lacy»         | 2:15         |
| 5.  | «Massive»              | 3:24         |
| 6.  | «The Gulf of Aden»     | 6:56         |
| 7.  | «Lifeline»             | 4:29         |
| 8.  | «Confession»           | 2:56         |
| 9.  | «Royal Rumble»         | 3:41         |
| 10. | «Scanning the Enemy»   | 3:47         |
| 11. | «The Contact»          | 1:31         |
| 12. | «Surveillance»         | 3:27         |
| 13. | «Warriors»             | 3:49         |
| 14. | «Trinity»              | 4:19         |
| 15. | «Waterboard»           | 3:01         |
| 16. | «Losing His Mind»      | 2:37         |
| 17. | «Take Your Money»      | 2:41         |
| 18. | «Giant With a Shotgun» | 3:57         |
| 19. | «Time to Leave»        | 1:55         |
| 20. | «Mayhem and Finale»    | 5:47         |

## Номинации
«Золотая малина» 2011
- Номинации
  - «Худший режиссёр» (Сильвестр Сталлоне)

«Сатурн» 2011
- Номинации
  - «Лучший приключенческий фильм или боевик»